# Henrik Forsberg
Henrik Forsberg (ur. 16 lutego 1967 w Borlänge) – szwedzki biegacz narciarski i biathlonista. Jego najlepszym miejscem na zimowych igrzyskach olimpijskich było 9. miejsce w sztafecie na igrzyskach w Albertville. Najwyższą pozycja na mistrzostwach świata było 5. miejsce na MŚ w Thunder Bay. Najlepsze wyniki w Pucharze Świata uzyskał w sezonie 1990/1991 kiedy to zajmował 6. miejsce w klasyfikacji generalnej.
W 1985 roku wystąpił na mistrzostwach świata juniorów w Täsch był szósty w sztafecie i czternasty dystansie 15 km. Na rozgrywanych rok później mistrzostwach świata juniorów w Lake Placid w sztafecie zajął piąte miejsce, a w biegu na 10 km klasykiem uplasował się na 24. pozycji. Ponadto podczas mistrzostw świata juniorów w Asiago w 1987 roku wywalczył srebrny medal w sztafecie, a w biegach na 10 km i 30 km był jedenasty.
Żona Henrika, Magdalena Forsberg była biegaczką, a później biathlonistką.

## Osiągnięcia w biegach

### Igrzyska olimpijskie
| Miejsce | Dzień     | Rok  | Miejscowość | Konkurencja             | Czas biegu | Strata   | Zwycięzca       |
| ------- | --------- | ---- | ----------- | ----------------------- | ---------- | -------- | --------------- |
| 12.     | 13 lutego | 1992 | Albertville | 10 km stylem klasycznym | 27:36,0    | +1:33,0  | Vegard Ulvang   |
| 9.      | 15 lutego | 1992 | Albertville | 10+15 km pościgowy      | 1:05:37,9  | +2:14,5  | Bjørn Dæhlie    |
| 4.      | 18 lutego | 1992 | Albertville | Sztafeta 4 × 10 km      | 1:39:26,0  | +1:57,1  | Norwegia        |
| 37.     | 22 lutego | 1992 | Albertville | 50 km stylem dowolnym   | 2:03:41,5  | +12:41,2 | Bjørn Dæhlie    |
| 12.     | 14 lutego | 1994 | Lillehammer | 30 km stylem dowolnym   | 1:12:26,4  | +3:44,4  | Thomas Alsgaard |
| 6.      | 22 lutego | 1994 | Lillehammer | Sztafeta 4 × 10 km      | 1:41:15,0  | +4:07,7  | Włochy          |
| 56.     | 12 lutego | 1998 | Nagano      | 10 km stylem klasycznym | 27:24,5    | +3:31,2  | Bjørn Dæhlie    |
| 31.     | 14 lutego | 1998 | Nagano      | 10+15 km pościgowy      | 1:07:01,7  | +4:27,2  | Thomas Alsgaard |
| 4.      | 17 lutego | 1998 | Nagano      | Sztafeta 4 × 10 km      | 1:40:55,7  | +1:29,5  | Norwegia        |
| DNF     | 22 lutego | 1998 | Nagano      | 50 km stylem dowolnym   | 2:05:08,2  | -        | Bjørn Dæhlie    |

### Mistrzostwa świata
| Miejsce | Dzień     | Rok  | Miejscowość   | Konkurencja             | Czas biegu | Strata   | Zwycięzca           |
| ------- | --------- | ---- | ------------- | ----------------------- | ---------- | -------- | ------------------- |
| 8.      | 17 lutego | 1991 | Val di Fiemme | 50 km stylem dowolnym   | 2:03:31,6  | ?        | Torgny Mogren       |
| 21.     | 9 marca   | 1995 | Thunder Bay   | 30 km stylem klasycznym | 1:15:52,3  | +6:06,1  | Władimir Smirnow    |
| 5.      | 19 marca  | 1995 | Thunder Bay   | 50 km stylem dowolnym   | 1:56:36,0  | +2:38,2  | Silvio Fauner       |
| 11.     | 21 lutego | 1997 | Trondheim     | 30 km stylem dowolnym   | 1:06:28,2  | +01:56,5 | Aleksiej Prokurorow |
| 10.     | 24 lutego | 1997 | Trondheim     | 10 km stylem klasycznym | 23:41,8    | +1:03,9  | Bjørn Dæhlie        |
| 11.     | 25 lutego | 1997 | Trondheim     | 25 km łączony           | 1:00:11,1  | +2:18,2  | Bjørn Dæhlie        |
| 5.      | 28 lutego | 1997 | Trondheim     | Sztafeta 4 × 10 km      | 1:37:06,1  | +3:37,0  | Norwegia            |
| 9.      | 2 marca   | 1997 | Trondheim     | 25 km łączony           | 2:16:37,5  | +5:31,3  | Mika Myllylä        |
| 20.     | 28 lutego | 1999 | Ramsau        | 50 km stylem klasycznym | 2:18:08,7  | +6:58,8  | Mika Myllylä        |

### Mistrzostwa świata juniorów
| Miejsce | Dzień     | Rok  | Miejscowość | Konkurencja             | Wynik     | Strata  | Zwycięzca           |
| ------- | --------- | ---- | ----------- | ----------------------- | --------- | ------- | ------------------- |
| 14.     | 14 lutego | 1985 | Täsch       | 15 km stylem klasycznym | 40:01,6   | +1:16,4 | Giennadij Łazutin   |
| 6.      | 16 lutego | 1985 | Täsch       | Sztafeta 3x10 km        | 1:23:17,1 | +2:01,4 | ZSRR                |
| 24.     | 13 lutego | 1986 | Lake Placid | 10 km stylem klasycznym | 26:58,3   | +1:59,0 | Giennadij Łazutin   |
| 5.      | 15 lutego | 1986 | Lake Placid | Sztafeta 3 × 10 km      | 1:23:19,4 | +3:06,3 | ZSRR                |
| 11.     | 4 lutego  | 1987 | Asiago      | 10 km stylem klasycznym | 27:19,5   | +41,9   | Gierman Karaczewski |
| 2.      | 6 lutego  | 1987 | Asiago      | Sztafeta 3 × 10 km      | 1:14:13,9 | +12,4   | ZSRR                |
| 11.     | 8 lutego  | 1987 | Asiago      | 30 km stylem dowolnym   | 1:13:41,2 | +3:30,4 | Kalikan Nagombajew  |

### Puchar Świata

#### Miejsca w klasyfikacji generalnej
- sezon 1987/1988: 27.
- sezon 1988/1989: 20.
- sezon 1989/1990: 11.
- sezon 1990/1991: 6.
- sezon 1991/1992: 26.
- sezon 1992/1993: 36.
- sezon 1993/1994: 34.
- sezon 1994/1995: 12.
- sezon 1995/1996: 24.
- sezon 1996/1997: 14.
- sezon 1997/1998: 13.
- sezon 1998/1999: 47.

#### Miejsca na podium
1. Tauplitzalm – 9 grudnia 1990 (10 + 15 km łączony) – 3. miejsce
2. Mińsk – 5 stycznia 1991 (15 km) – 3. miejsce
3. Falun – 9 marca 1991 (30 km) – 1. miejsce
4. Sappada – 20 grudnia 1994 (10 km) – 2. miejsce
5. Lahti – 19 stycznia 1997 (30 km) – 3. miejsce

## Osiągnięcia w biathlonie

### Igrzyska olimpijskie
| Rok  | Miejscowość    | Konkurencje | Konkurencje | Konkurencje | Konkurencje | Konkurencje | Konkurencje | Konkurencje |
| Rok  | Miejscowość    | IN          | SP          | PU          | MS          | RL          | MR          | SR          |
| ---- | -------------- | ----------- | ----------- | ----------- | ----------- | ----------- | ----------- | ----------- |
| 2002 | Salt Lake City | 47.         | 63.         | nd.         | nd.         | 14.         | nd.         | –           |

### Mistrzostwa świata
| Rok  | Miejscowość | Konkurencje | Konkurencje | Konkurencje | Konkurencje | Konkurencje | Konkurencje | Konkurencje |
| Rok  | Miejscowość | IN          | SP          | PU          | MS          | RL          | MR          | SR          |
| ---- | ----------- | ----------- | ----------- | ----------- | ----------- | ----------- | ----------- | ----------- |
| 2000 | Oslo        | 79.         | 63.         | nd.         | nd.         | 12.         | nd.         | –           |
| 2001 | Pokljuka    | 24.         | 45.         | 51.         | nd.         | 16.         | nd.         | –           |

### Puchar Świata w biathlonie

#### Miejsca w klasyfikacji generalnej
| Sezon     | Miejsce |
| --------- | ------- |
| 1999/2000 | 71.     |
| 2000/2001 | 29.     |
| 2001/2002 | 30.     |

#### Miejsca na podium zawodów PŚ w biathlonie
| Lp. | Dzień      | Rok  | Miejscowość | Konkurencja     | Lokata | Pudła | Czas biegu | Strata | Zwycięzca        |
| --- | ---------- | ---- | ----------- | --------------- | ------ | ----- | ---------- | ------ | ---------------- |
| 1.  | 7 marca    | 2001 | Lake Placid | Sprint na 10 km | 3.     | 1+0   | 29:59,3    | +39,9  | Frode Andresen   |
| 2.  | 21 grudnia | 2001 | Osrblie     | Sprint na 10 km | 2.     | 0+0   | 28:18,1    | +12,5  | Christoph Sumann |